# Sverre Olsen
Sverre Heimann Olsen (født 16. august 1930 i Aarhus, død 27. januar 2020 i Nærum) er en tidligere dansk bankdirektør og forfatter. Han er bror til Erling og Olaf Olsen.
Han er søn af Albert Olsen og Agnete Olsen og uddannet cand.polit. i 1957. Han blev ansat i centraladministrationen, men fik så en karriere i bankverdenen som direktør for Fynske Bank i Svendborg, der under hans ledelse voksede stærkt. Siden fulgte han med fusionen over i Sydbank. Han spillede en væsentlig rolle i de danske bankers bestræbelser på at indføre et fælles betalingskort, det senere Dankort.
I 1994 udgav han bogen Vers på tværs for ledere og i 1998 udkom Olsen på tværs.